# 恩里科·里沃尔塔
恩里科·里沃尔塔（義大利語：Enrico Rivolta，1905年6月29日—1974年3月18日），意大利男子足球运动员，司职中场。他曾代表意大利国家队参加1928年夏季奥林匹克运动会足球比赛，获得一枚铜牌。